# Taśma do krępowania

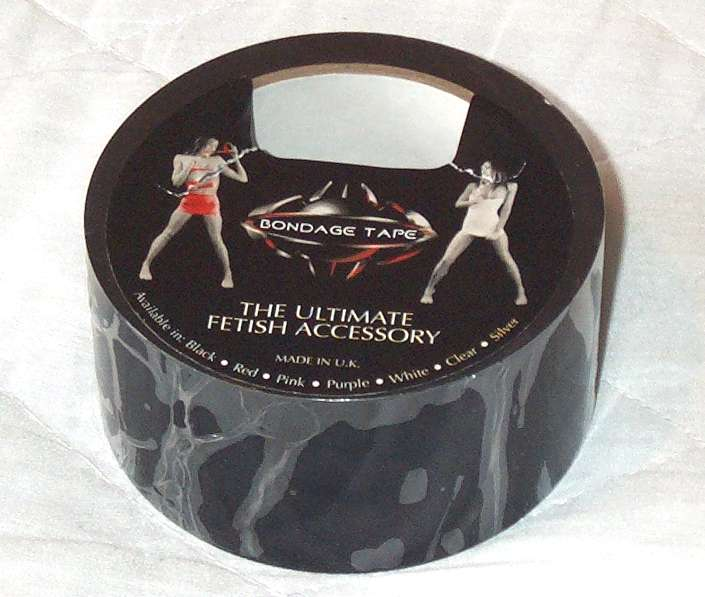
Rolka taśmy do krępowania o szerokości 50 mm

Taśma do krępowania (ang. bondage tape) – pasek wykonany z cienkiego tworzywa sztucznego (w większości przypadków PVC) o szerokości od 51 do 76 mm i grubości 0,13 mm, który przylega do siebie samego, bez użycia kleju; jest przeznaczony do stosowania w erotycznym krępowaniu ciała (bondage). Ponieważ taśma nie przykleja się do włosów ani skóry, można ją mocno przymocować do ciała, nie powodując przy tym żadnych obrażeń po jej usunięciu.
Bondage tape to uniwersalny element wyposażenia BDSM. Jest to stosunkowo bezpieczne i łatwe w użyciu rozwiązanie, nie wymagające wiedzy dotyczącej węzłów, jak w przypadku lin.
Niektóre taśmy są na tyle wytrzymałe, że można je rozwinąć, rozprostować i ponownie wykorzystać, ale jednocześnie można je szybko i łatwo usunąć, przecinając je tępo zakończonymi nożyczkami. Jeżeli taśma zostanie nałożona stosunkowo płasko na ciało, ryzyko zaburzeń krążenia jest minimalne, jednak nieumiejętnie nałożona taśma może się niebezpiecznie zacisnąć, zwiększając ryzyko ucisku i utraty krążenia.